# La isla (album)
La isla è il quarto album in studio del gruppo raggae italiano Reggae National Tickets, pubblicato il 10 maggio 1999.

## Tracce
| #  | Titolo                             | Produttori | Collaboratori | Durata |
| -- | ---------------------------------- | ---------- | ------------- | ------ |
| 1  | La isla                            |            |               | 4:08   |
| 2  | Suono                              |            |               | 3:53   |
| 3  | Cerca                              |            |               | 3:47   |
| 4  | So Much Trouble in the World       |            |               | 4:21   |
| 5  | Business                           |            |               | 4:34   |
| 6  | Mosquitoes                         |            |               | 5:06   |
| 7  | Cose che succedono                 |            |               | 3:27   |
| 8  | Leave the I Alone                  |            |               | 4:14   |
| 9  | Ambassador                         |            |               | 3:16   |
| 10 | Anancy                             |            |               | 4:38   |
| 11 | Love Can Conquer All               |            |               | 4:38   |
| 12 | So Much Trouble in the World (Dub) |            |               | 4:25   |

## Singoli
- Suono

## Formazione
- Stena (voce)
- Fabietto (chitarra)
- SanderNotz (basso)
- Ale (batteria)
- Arancio (tastiere)
- Ricky Murvin (tromba)
- Marco (sax)